# Joseph-Théophile Allard
Pour les articles homonymes, voir Allard.
Joseph-Théophile Allard, né le 27 août 1842 à Carleton-sur-Mer au Québec et mort le 30 janvier 1912 à Caraquet au Nouveau-Brunswick, est un prêtre catholique canadien.

## Biographie
Joseph-Théophile Allard naît le 27 août 1842 à Carleton-sur-Mer, dans la Province du Canada,. Son père est le cultivateur Pierre Allard et sa mère est Marie-Gilles (Gilette) Allain.
Il est envoyé à l'âge de douze ans au séminaire de Nicolet, pour y suivre le cours classique. Il se rend ensuite étudier la théologie en 1863 au Grand séminaire de Québec. Il entre en 1865 au Collège Saint-Joseph de Memramcook, au Nouveau-Brunswick; il y enseigne tout en terminant ses études.
Il est ordonné prêtre à Saint-Jean par l'évêque John Sweeny en 1867 et il est envoyé à Caraquet, comme vicaire du curé Joseph-Marie Paquet. À la suite de la mort de ce dernier, l'évêque James Rogers l'envoie comme prêtre à Pokemouche. Il contracte la variole en soignant des paroissiens. Après avoir guéri, il est envoyé comme curé à Caraquet en 1876. Il entre en conflit avec les religieuses de la Congrégation de Notre-Dame et l'évêque l'envoie à Paquetville en 1879. Il devient ensuite curé de Saint-François-de-Madawaska en 1881 et peu après d'Eel River Crossing; c'est un prêtre colonisateur, comme son ami Marcel-François Richard. Il redevient curé de Caraquet en 1885.
Il y entreprend la construction du Collège Sacré-Cœur en 1894 dans le plus grand secret, sachant que l'évêque Rogers n'est pas conciliant sur la question de l'éducation des Acadiens. Les travaux sont terminés en 1898 et il parvient ensuite à faire accepter de l'évêque l'établissement d'Eudistes à Caraquet pour l'entretien du collège et l'enseignement; l'établissement ouvre officiellement en janvier 1899. Il fait ensuite la promotion de l'établissement et il recueille des fonds pour deux agrandissements. Il est nommé protonotaire apostolique en 1906 en reconnaissance de ses efforts, à la suite des démarches du supérieur du collège Prosper Lebastard. Le curé Allard est pourtant fréquemment en conflit avec les Eudistes, notamment parce qu'il refuse de leur donner les revenus de la paroisse. En contrepartie, l'évêque leur offre la cure de la paroisse Saint-Joseph (Bas-Caraquet) pour assurer le fonctionnement du collège.
Il meurt le 30 janvier 1912 à Caraquet. Ses funérailles ont lieu le 7 février suivant après l'ablation de son cœur, selon ses dernières volontés.
Son neveu Jean-Joseph-Auguste Allard a écrit sa biographie.